# Басс-Рок (Гренландія)
Басс-Рок (дан. Bass Rock, англ. Bass Rock) — кам'янистий острів у Північно-Східному Гренландському національному парку і належить до Маятникових островів.

## Географія
Як найсхідніший острів у групі, Басс-Рок знаходиться приблизно за 800 метрів від мису Хартлауб на острові Лілль Пендулум. На схід від острова знаходиться ополонка Сіріус, як правило, вільний від льоду морський район, що простягається від острова Шеннон на півночі до Хвальросо на південному заході і забезпечує хороші умови життя для морських птахів, які тут розмножуються. Найбільша висота острова — 142 метри.

## Історія
Британець Дуглас Чарльз Клеверінг першим європейцем, який дістався до Маятникових островів у 1823 році за допомогою військового корабля «Грайпер» (HMS Griper). Він назвав групу на честь секундних маятників, за допомогою яких Едвард Себін проводив тут вимірювання гравітаційного поля, а вражаючий скелястий острів на честь знаменитої скелі в шотландському Ферт-оф-Форті, яку він йому нагадував.
У1901 році Івлін Бріггз Болдуїн побудував дві восьмигранні хатини, зведені на Басс-Році і наповнені запасами для запланованої експедиції із Землі Франца-Йосифа через географічний Північний полюс до східного узбережжя Гренландії. Вихід Болдуїна на полюс так і не відбувся, але хатини та запаси врятували Ейнара Міккельсена, члена його експедиції, через десять років. Міккельсен і його товариш самі шукали зниклого Людвіга Мюліуса-Еріксена і йому довелося двічі перезимувати на північному сході Гренландії. Після зимування в хатинах на Басс-Рок взимку 1911/12 року його там знайшов екіпаж норвезького пароплава Sjøblimsten.
З усіх хатин, що стоять на острові і сьогодні, одна знаходиться в хорошому стані і є найстарішою придатною до використання будівлею на північному сході Гренландії.